# Homalomena habokoana
Homalomena habokoana är en kallaväxtart som beskrevs av Cornelis Rugier Willem Karel van Alderwerelt van Rosenburgh. Homalomena habokoana ingår i släktet Homalomena och familjen kallaväxter.
Artens utbredningsområde är Sumatera. Inga underarter finns listade.